# Gewog di Shingkhar
Il gewog di Shingkhar è uno degli otto raggruppamenti di villaggi del distretto di Zhemgang, nella regione Meridionale, in Bhutan.